# Chenla
VIe siècle – 802
Entités précédentes :
- Fou-nan

Entités suivantes :
- Empire khmer

Le Chenla ou Chen-la est le nom donné à une entité territoriale de la péninsule indochinoise qui occupait, de la fin du VIe au début du IXe siècle, l’emplacement de l’actuel Cambodge, l’est de la Thaïlande ainsi que le sud du Laos et du Viêt Nam.
S’il a longtemps été considéré comme un royaume unifié, ce postulat a été remis en cause depuis la fin du XXe siècle et il est maintenant admis qu’il s’agissait plutôt d’un agrégat de principautés qui, au gré du temps, s’associaient, reprenaient leur indépendance ou se faisaient la guerre.

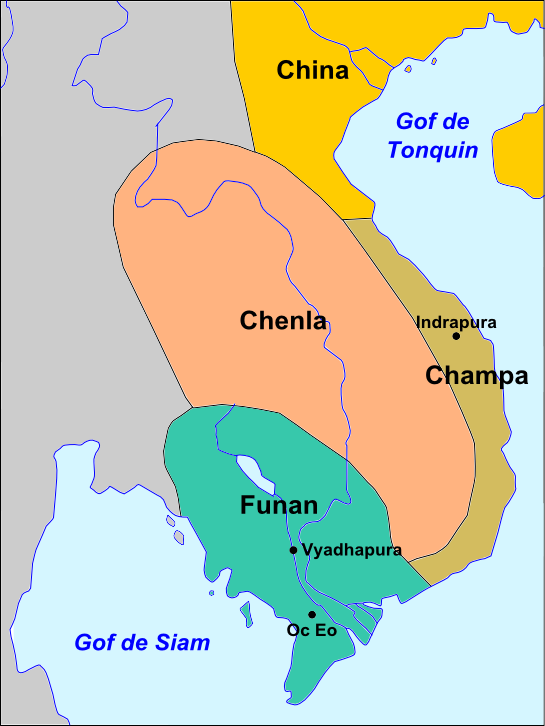
Péninsule indochinoise vers 450.

## Étymologie
Si le nom Chenla est utilisé dès le livre des Sui pour désigner un territoire envoyant des tributs à l’empire du milieu, il n’apparaît sur aucune inscription en khmer ancien. Il est avancé qu’il serait la traduction en chinois de cire d’abeille pure, un des produits dont d’après les Vingt-Quatre histoires le pays serait un fournisseur réputé.
Le fait que durant la dynastie Tang le nom ait muté en Tsienliäp a vu apparaître une théorie reposant sur une similitude phonétique avec la ville cambodgienne de Siem Reap et qui voudrait que les deux lieux aient la même origine, à savoir une victoire sur les Siamois. Mickael Vickery réfute cet argument au prétexte notamment qu’il fait référence à un royaume (le Siam) qui n’est pas apparu avant le milieu du XIVe siècle.
Une théorie similaire a été émise par Peter Harris concernant le terme Zhanla (占臘) parfois utilisé alors que Zhan signifierait Cham en chinois et que le nom complet ferait référence à une défaite du Champā. Il étaye son argumentation par un passage de l’Histoire des Ming qui affirme qu’à la fin du XIIe siècle, à la suite de l’annexion du royaume Cham par le Cambodge, ce dernier prend le nom de Zhanla mais, durant le règne de la dynastie Yuan (fin du XIIIe ou XIVe siècle), il reprend le nom de Chenla.

## Histoire
Le nom Chenla est communément utilisé pour se référer à la puissance dominante de l’Asie du Sud-Est pendant la période entre la fin du Fou-nan et la fondation de l’empire khmer par Jayavarman II en 802, quand bien même l’existence de cette entité a été prouvée avant et après ces limites temporelles.
La première référence connue au Chenla apparaît dans le livre des Sui, qui mentionne l'existence, au début du VIe siècle d'un vassal du Fou-nan situé « au sud-ouest du Champā » et qui s’affranchit de cette tutelle. Il finira par conquérir les territoires de son ancien suzerain à une date imprécise et envoyer une première ambassade en Chine en 616 ou 617. Mais la thèse d’une conquête du Fou-nan par le Chenla repose sur des sources relativement faibles et des lectures plus rigoureuses des textes chinois montrent qu’à partir du VIe siècle, le Fou-nan n'avait plus grand chose à voir avec la puissance maritime et commerciale bâtie par Fàn Shīmàn ; il était alors dans un tel déclin autant sur le plan économique que politique, qu’une opération militaire n’était pas nécessaire pour le faire disparaître.
En fait, la faiblesse des sources vernaculaires d’époque quant aux premières années du Chenla ont obligé les historiens à se fier aux annales chinoises. Ces informations sont contestées à partir des années 1970, notamment par Claude Jacques qui regrette que l’histoire du Cambodge ait été reconstituée quasi exclusivement à partir de ces sources et que les archéologues aient depuis lors tenté de faire coïncider chacune de leurs découvertes avec ce cadre sans chercher à remettre en cause certaines affirmations, telles la position géographique initiale du Chenla puis son expansion territoriale et le système politique. Par exemple, si les documents de l’empire du milieu évoquent un État unifié autour d’un seul souverain, rien ne permet d’affirmer qu’il ne s’agit pas plutôt d’une confédération d’États aux régimes politiques différents, voire, dans le cas d’un monarque unique, que celui-ci n’ait pas plus de pouvoir que les premiers capétiens du royaume franc,.

### La légende fondatrice
D’après la légende, les rois du Chenla descendraient de Kambu, un ermite ancêtre éponyme des Kambuja (littéralement nés de Kambu), et de la nymphe céleste Mera, que Shiva lui aurait envoyée. De leur union naîtront à Jayadityapura Śrutavarman et son fils Śresthavarman. Ce dernier donnera son nom à la ville de Śresthapura, que certaines sources situent au Vat Phou,, très au nord, actuellement au Laos à 150 km de la frontière.
Toutefois, si deux inscriptionsK286,K958, en énumérant l’ascendance de l’empereur khmer Rajendravarman II, incluent Śrutavarman, fils de Rishi Kambu et présenté comme le premier roi des Kambuja mais il n’y a par contre aucune référence à Śresthavarman bien que Śresthapura soit indiquée. De plus, Rajendravarman est lié à Soma et Kaundinya, le mythique couple fondateur du Fou-nan. En fait, Śresthavarman n’apparait que sous Jayavarman VII, six siècles après son règne présumé. L’existence de Śrutavarman semble également suspecte. Outre qu’il soit peu probable qu’il ait pu être le fils du mythique Rishi Kambu, on ne trouve aucune trace dans les textes qui puisse l’associer à l’absorption du Fou-nan ou au site de Śresthapura.
Pour Claude Jacques, il est possible que Śrutavarman et Śresthavarman ne soient en fait que des « figures de légende ». Michael Vickery (en) rappelle de surcroît que ni Śrutavarman ni Śresthavarman ni même l’ermite Kambu n’apparaissent dans aucun des témoignages de l’époque du Chenla alors que les références à Citrasena/Mahendra Varman, Içanavarman, Jayavarman ou Jayadevî sont absentes des inscriptions de l’empire khmer. Seuls les souvenirs de Rudravarman et Bhava Varman semblent avoir perduré jusqu’à la période angkorienne.

### Les débuts
Il était ainsi souvent admis que le Chenla avait pris naissance autour du mont Phu Kao dans l’actuelle province laotienne de Champassak. Cette hypothèse est étayée par les recherches archéologiques qui témoignent d’une forte activité dans la région aux VIe et VIIe siècles. En outre, une stèle retrouvée à Vat Phou mentionne le nom d’un souverain nommé Devanika, présenté comme étant un « roi des rois » et ses sujets auraient été les premiers Khmers. Cette thèse se base sur le livre des Sui qui identifie la première résidence des souverains du Chenla près d’une montagne qui est nommée Ling Jia Bo Po ou Lingaparvata et surmontée par un temple, or le mont Phou Kao, proche du Vat Phou, a la forme d’un lingam. Mais des chercheurs tels Michael Vickery (en) ou Claude Jacques contestent ce point de vue au prétexte qu’une telle description peut s’appliquer à nombre de collines du Cambodge. D’autre part, le style d’une inscription de la seconde moitié du Ve siècle retrouvée dans la région K365 est du plus pur style Cham, rendant improbable l’émergence au même moment d’une civilisation proto-khmère même inféodée au Fou-nan. Le berceau du Chenla se situerait alors plus au sud, sur le versant méridional des Dângrêk et n’aurait pas investi les environs de Vat Phou avant au mieux la fin du Ve siècle.
En réalité, l’origine des premiers dirigeants du Chenla reste obscure. Les plus anciens témoignages sont des inscriptions gravées dans la pierre de part et d’autre des monts Dângrêk et qui énumèrent des listes de princes dont le pouvoir a l’air de se renforcer au fil du temps. Comme dans beaucoup d’autres civilisations, les chefs sont au départ choisis pour leur aptitude à gagner des batailles et leur capacité à mener les troupes. Mais à mesure qu’ils assoient leur puissance, ils arrivent à imposer une succession patrilinéaire. Peu après, avec l’adoption du mode de vie indien, les souverains prennent le titre de Varman, signifiant roi protecteur et assurent un peu plus leur suprématie. La stèle en sanskrit de Vãl Kantél, dans la province cambodgienne de Stoeng Treng fait ainsi référence à un chef appelé Vīravarman, fils de Sārvabhauma, dont le nom suggère qu’il ait adopté le concept de royauté d’essence divine. Ses successeurs poursuivront cette tradition qui perpétue encore un peu plus l’idée d’un cumul entre autorité politique et religieuse.
À la mort de Vīravarman, le pouvoir qui s’étend alors du sud du plateau de Khorat à Kratie est partagé entre Bhava Varman, qui s’installe entre Sambor Prei Kuk et Stoeng Treng, et Mahendra Varman qui occupe le nord-est de l’actuelle Thaïlande. Les deux souverains élargissent leurs territoires respectifs avant, qu’au décès de Bhava Varman, Mahendra Varman réunisse les deux royaumes sous son autorité et vienne s’installer à Bhavapura, l’ancienne capitale de ses prédécesseurs dont la localisation est sujette à controverse,.
Concernant la filiation de ces monarques, l’inscription de Phou Lokhon au Laos indique que Vīravarman est le père de Mahendra Varman/Citrasena, lui-même plus jeune frère de Bhava Varman. Mais d’après une autre inscriptionK978, ils partageraient la même mère mais pas le même père, le second nommé étant présenté comme étant le fils de Prathivīndravarman et le petit-fils d’un roi chakravartin. Une autre référence K286 affirme que ce grand-père serait Rudravarman, le dernier roi connu du Fou-nan, ce qui légitimerait les prétentions de Mahendravarman sur ce territoire.
Une idée de la succession au trône de l’époque est donnée par une inscription de 598 sur le site de Sambor Prei KukK151, faisant référence à un roi nommé Narasiṃhagupta qui fut successivement le vassal de Bhava Varman, Mahendra Varman et Içanavarman.
Toutes ces inscriptions, disséminées sur de vastes portions de territoire montrent également l’étendue du pouvoir de ces monarques.

### La disparition du Fou-nan
D’autre part, d’après les annales chinoises, ces règnes correspondent à la soumission graduelle du Fou-nan. Mais les inscriptions contredisent les thèses d’un mouvement des premiers Khmers du Champassak vers le sud et accréditent plutôt une poussée vers le nord. Pour Michael Vickery (en), ces conquêtes seraient motivées par l’ouverture de routes commerciales terrestres entre la Chine et l’Inde ainsi que le déclin du Fou-nan qui obligent à privilégier des axes de développement plus attractifs.
Le postulat d’une conquête du Fou-nan par le Chenla qui a été tenu pour acquis depuis des siècles est en fait remis en doute depuis les années 1970. L’apparition massive d’inscriptions khmères à partir du VIIe siècle et le peu d’apport de langues étrangères autres que le sanskrit plaide pour une transition graduelle et en douceur. Cette nouvelle supposition est notamment confortée par le contenu de deux inscriptions. La premièreK53 fait référence à une famille qui a donné des ministres à cinq souverains différents, à savoir Rudravarman, Bhava Varman, Mahendra Varman/Citrasena, Içanavarman et Jayavarman. Le premier nommé est le dernier souverain founanais reporté par les annales chinoises alors que les trois derniers sont clairement des dirigeants du Chenla. La deuxième inscription K44 concerne une fondation de Jayavarman Ier près de Kampot, qui rend hommage à Rudravarman, rendant peu probable qu'il ait été considéré comme un vaincu de ses ancêtres.

### La consolidation du pouvoir
L’arrivée au pouvoir d’Içanavarman à la mort de Mahendravarman semble s’être déroulée sans heurt notable, ce qui était suffisamment rare à l’époque pour être souligné. Les inscriptions donnent au nouveau roi une réputation de sage et de fin diplomate même s’il est fait par ailleurs état de conquêtes militaires. On lui doit également la construction, au début du VIIe siècle, d’Içanapura, près de Sambor Prei Kuk, première capitale du Chenla identifiée avec précision. Les fouilles archéologiques effectuées sur ce site semblent montrer un État puissant susceptible d’attirer de nombreux artistes et qui a des relations suivies avec le Champā. La première date attestée du règne d’Içanavarman Ier, qui ne doit pas être de beaucoup postérieure à son avènement, est celle de l’envoi d’une ambassade à la cour des Sui en 616 ou 617. Ce roi est également connu par ses inscriptions que l’on a retrouvées d’IçanapuraK604, à Khău Nôy, actuellement en Thaïlande, près de PrachinburiK506, montrant l’étendue de son autorité, même s’il n’est pas permis de déterminer la réelle nature de ce pouvoir sur les zones périphériques. Une inscription retrouvée à 250 kilomètres de Sambor Prei Kuk, œuvre d’un dirigeant local nommé Ishanadatta loue par ailleurs « l’héroïque et illustre Içanavarman » qui devait être son suzerain. Une autre inscription à Içanapura même relève les prouesses militaires et la valeur d’Içanavarman, un roi « qui a étendu le territoire de ses parents ».
Bhava Varman II succède vers 637 à Içanavarman Ier, mais peu d’informations sont disponibles concernant son règne. Seules deux inscriptions datées de lui ont été retrouvées près de TakeoK21,K79. Tout au plus apprend-on qu’il maintient la royauté à Içanapura et voit-on se développer des fondations érigées par des potentats locaux mais dépourvues d’inscription faisant référence au successeur d’Içanavarman, ce qui laisse supposer un affaiblissement du pouvoir central.
Mais ce déclin sera de courte durée et la seconde moitié du VIIe siècle est marquée par le règne de Jayavarman Ier. Arrière-petit-fils d’Içanavarman Ier, il est aussi le fils et successeur d’un monarque nommé Candravarman sur lequel peu d’informations sont disponibles concernant ses origines et son règne. Les plus anciennes inscriptions concernant Jayavarman sont toutes deux datées du 14 juin 657 et ont été retrouvées l’une dans la province cambodgienne de Prey VengK493, l’autre dans la province de BattambangK447,. Si ces deux découvertes donnent une idée de l’étendue de son domaine d’est en ouest, d’autres fouilles ont permis de déterminer qu’il allait également du golfe de Thaïlande au sud à Vat Phou au nord. D’autre part, d’après le nouveau Livre des Tang, le Chenla annexe, avant la fin de l’ère Yonghui (650-655), plusieurs principautés au nord-ouest de l’actuel Cambodge qui jusqu’alors payaient tribut à l’empereur Tang Gaozong. Le règne de Jayavarman dure une trentaine d’années et a dû se terminer vers 690, même si la dernière inscription attestée le concernantK561 date de 681 ou 682. Sa capitale, Purandarapura, n’a pu être située avec précision ; il est communément admis qu’elle devait être implantée dans la région d’Angkor, bien qu’au début des années 2000, aucune inscription datant de son règne n’y a toujours pas été découverte.

### Le morcellement
D’après le nouveau Livre des Tang, le pays se serait scindé, peu après la mort de Jayavarman, en deux entités appelées Chenla d’eau pour la méridionale et Chenla de terre pour la septentrionale. Les informations concernant le Chenla d’eau restent toutefois très parcellaires. Le pays serait bordé par la mer, serait étendu de « 800 li » et serait couvert de lacs. La capitale se nomme P’o Lo Ti Pa, que George Cœdès identifie à la Baladityapura de plusieurs inscriptions sanskrites. Pour le Chenla de terre, que les annales chinoises appellent Wen Tan, le récit de Kia Tan, voyageur qui s’est rendu dans cette contrée depuis l’Annam indique que le voyage s’est déroulé par la voie terrestre et à aucun moment il n’est fait mention d’un passage sur le Mékong, ce qui le situe très au nord de l’actuel Cambodge, voire au Laos. Il est d’autre part indiqué par le nouveau Livre des Tang la venue de plusieurs ambassades en 717, 753, 771 et 779. Une opération militaire est également menée en 722 en Annam pour soutenir un chef militaire contre la Chine. Les relations avec l’empire du milieu s’amélioreront par la suite, ponctuée en 753 par la visite d’un fils du roi du Chenla de terre à la cour de Chang'an et, l’année suivante, sa participation à une campagne militaire de l’empereur Tang Xuanzong contre le royaume de Nanzhao.
Mais cette notion de séparation repose toutefois sur le postulat de royaumes forts et centralisés. Cette thèse avait du sens pour les auteurs chinois du XIe siècle qui n’avaient que des renseignements parcellaires sur ces contrées et avaient tout intérêt à surestimer la puissance de pays qui envoyaient des cadeaux considérés comme tribut à leur empereur. Toutefois, les découvertes archéologiques faites depuis la fin du XXe siècle optent plutôt pour une mosaïque de petits États qui partagent un même socle culturel et qui au fil du temps s’allient, se font la guerre, s’annexent, font sécession… La scission ne serait alors rien de plus que des vassaux qui profitent de l’affaiblissement de leur suzerain pour s’émanciper, un phénomène courant dans l’histoire du Fou-nan et de l’empire khmer.
Il semble de surcroit indéniable que le VIIIe siècle voit éclore plusieurs dynasties dont certaines seront encore en place bien après 802, date de la fondation officielle de l’empire khmer par Jayavarman II. Toutefois, les recherches archéologiques montrent également un développement artistique et architectural à cette époque, par exemple à Banteay Choeu (de) ou Banteay Prei Nokor difficilement compatible avec une période d’anarchie,.
L’affaiblissement du pouvoir central est par contre confirmé par une inscription de 713K904 où Jayadevî, la fille de Jayavarman, qui dirige alors la région d’Angkor se plaint de « temps difficiles ».
Au même moment, dans le haut bassin de la rivière Mun un État nommé Canasapura a été également identifié, dirigé par le roi Bhagadatta auquel succède Sundaraparakrama puis Sundaravarman, Narapatisimhavarman et enfin Mangalavarman.
De plus, des inscriptions datant de la fin du Xe siècleK286,K806 font état d’un souverain nommé Nrpatindravarman, contemporain de Jayavarman Ier, mais dont on a peu d’informations fiables concernant ses ascendants ou son fief. Tout au plus est-il notifié, dans les sources citées plus haut, qu’il a eu une nièce qui épousera un prince de Bhavapura, une fille, Vedavati, dont l’époux Dviveda est roi, là non plus sans précision quant à son domaine, et enfin un fils nommé Pushkaraksha. Ce dernier devient roi d’une entité nommée Sambhupura qui contrôle le trafic fluvial sur le Mékong. La seule date certifiée de son règne est 716, relative à une de ses fondationsK121,. Peu après, une inscription qui date du début de l’empire khmer (803 ou 804)K124 fait aussi référence à un royaume de Sambhupura qui est dirigé par un monarque du nom d’Indraloka. Il n’a pas été possible de déterminer si Indraloka est le successeur ou le nom posthume de Pushkaraksha, mais il sera suivi sur le trône par Rajendravarman Ier qui épouse une princesse Nṛpatendradevī. De cette union va naitre un fils Mahipativarman qui aurait aussi été roi mais dont aucun texte ne fait mention de son règne.
Dans le dernier quart du VIIIe siècle, deux inscriptions mentionnent également un souverain nommé JayavarmanK103,K134 et inconnu des généalogies. Il épouse une princesse Jayendrabhā, fille de Nṛpatendradevī. De cette union naitra la princesse Jyeṣṭhāryā qui convole à son tour avec le successeur de son père sur le trône, mais dont le nom n’est pas passé à la postérité. Alors que George Cœdès pense que Jayavarman est un monarque spécifique qu’il nomme Jayavarman Ibis, Michael Vickery (en) estime qu’il s’agit en fait de Jayavarman II, le fondateur de l’empire khmer.
Une inscription relative aux ascendants de DharanindradeviK713, épouse de Jayavarman II, nous indique qu’elle est par ailleurs la sœur d’un roi nommé Prthivindravarman et nièce d’un prince Rudravarman, homonyme d’un des derniers souverains du Fou-nan et qui semble avoir vécu entre 750 et 770. Ce dernier épouse une fille d’un roi Nrpatindravarman II, qui lui-même vécut entre 720 et 740.
Une autre inscription, concernant les origines de la reine IndradeviK95, femme d’Indravarman Ier, invoque une autre dynastie de ce VIIIe siècle. Elle descendrait ainsi par sa mère d’un roi nommé Narendravarman qui a dû régner dans les années 730. Il aurait eu une fille, Narendralaksmi qui épouse le roi Rajapartivarman qui à son tour a une fille nommée Rajendradevi, épouse de Mahipativarman et mère d’Indradevi.
Mais si toutes ces inscriptions permettent d’identifier par exemple pas moins de six souverains régnant en même temps à la fin du VIIIe siècle, très peu d’informations sont disponibles sur leurs domaines respectifs. Les recherches archéologiques permettent toutefois de dégager plusieurs blocs présentant des similitudes, mais sans pouvoir déterminer s’il s’agit d’entités unifiées ou de principautés partageant le même socle culturel. Un premier ensemble occupe ainsi le sud de la péninsule, correspondant grossièrement aux provinces cambodgiennes de Takeo, Prey Veng, Kampot et la région administrative vietnamienne du delta du Mékong. Plus au nord se trouve le territoire d’Indrapura, près de Tbong Khmum, celui de Sambhupura, au nord de la ville de Kratie, un autre dans l’actuelle province de Stoeng Treng, celui de Śresthapura, certainement dans la province laotienne de Champassak, le plateau de Khorat et enfin au nord du Tonlé Sap un fief centré sur la région d'Angkor.
Pour Pierre Dupont, le royaume de Bhavapura correspondrait au Chenla de terre alors que le Chenla d’eau serait le Sambhupura de Pushkaraksha qui aurait éclaté par la suite en plusieurs principautés, mais ce dernier évènement est resté inconnu des annalistes chinois qui n’avaient que peu de relations avec cette entité.
À la fin du VIIIe siècle, le Chenla aurait eu à subir une intervention javanaise. L’information provient de l’interprétation d’une inscription datant du XIe siècleK235 et relatant qu’après un séjour à Java, Jayavarman II s’était installé en 802 sur le mont Mahendra (le Phnom Kulen, au nord d’Angkor) ; il fit alors accomplir par un brahmane, savant dans la science magique, un rituel pour que le pays de Kambuja ne fut plus dépendant de Java et qu’il n’y eut plus qu’un seul souverain qui fut chakravartin (monarque universel) ; puis il inaugura le culte du devaraja (dieu-roi) autour duquel se définira dorénavant la monarchie khmère. Ces inscriptions rédigées trois siècles après les faits soulèvent toutefois quelques interrogations. Tout d’abord, contrairement à ce qui était tenu pour acquis pendant des années, rien ne prouve que le Java mentionné fasse référence à l’île du même nom. Malgré des relations économiques et culturelles avérées avec l'archipel indonésien, la contrée pourrait tout aussi bien être le Champā ou un autre royaume de la région. Le deuxième point d’incertitude concerne l'origine du devaraja qui semble moins provenir du terme homonyme sanskrit, par ailleurs peu utilisé en Inde, qu’au dieu du sol de la tradition khmère antérieur à l’indianisation de la péninsule Indochinoise. Enfin, rien dans les inscriptions antérieures à celle précitée ne laisse à penser que Jayavarman puisse être le héros qui aurait libéré son pays d’une tutelle étrangère. Tout au plus y est-il fait mention de son installation sur le Phnom Kulen et que d’après une inscriptionK809, sa mère serait la sœur d’un roi nommé Jayendradhipativarman et la petite nièce de Pushkaraksha.
Peu après l’établissement de Jayavarman II à Angkor, les sources chinoises ne font plus de distinction entre le Chenla d’eau et le Chenla de terre mais reviennent à une entité unique. Mais certaines inscriptionsK806,K528 montrent par exemple que les territoires de Bhavapura restent indépendants jusqu’en 944, date de l’avènement de Rajendravarman II, héritier de ce domaine, à la tête de l'empire khmer. Ce changement s’accompagne également d’un retour, sur les stèles relatives aux ascendants des monarques, des premiers dirigeants du Chenla tels Śrutavarman qui avaient disparu des inscriptions datant des règnes de Jayavarman II à Harṣavarman II laissant à penser que ces derniers souverains n’avaient pas de liens avec les premiers, contrairement à Rajendravarman.

## Culture et religion
Le pays bénéficie d’une position privilégiée, à la convergence des sphères d’influence indienne et chinoise, bénéficiant des apports culturels des deux côtés. Il adopte notamment le système épigraphique du sud de l’Inde, en vigueur auprès des dynasties Pallava et Chalukya,.
L’influence du Fou-nan perdurera bien après sa disparition. Les nouveaux souverains s’affirment d’ailleurs comme descendants de princes founanais. Le pays pour sa part revendique le double héritage de l’ermite Kambu, ancêtre légendaire du peuple khmer, et celle du brahmane Kaundinya, fondateur lui aussi mythique du royaume du Fou-Nan. Cette double filiation symbolise en fait les apports culturels de l’animisme khmer et des migrants indiens qui ont abordé ces rivages dès le Ier siècle. L’hindouisme présentait en outre l’avantage de consolider et magnifier la personne royale sans contrepartie politique. Les souverains de l’Asie du Sud-Est sont de ce fait désireux de le promouvoir pour asseoir leur pouvoir. Comme en Inde à la même époque, ils s’identifient généralement à Vishnou et Shiva, respectivement créateur et destructeur de l’univers, voire parfois à Harihara qui combine les formes des deux divinités précitées. À partir du VIIIe siècle, les temples dédiés aux dieux hindous se développent sur l’ensemble du territoire. À côté de cela, certains éléments de l’hindouisme sont adaptés aux particularités locales ; l’exemple le plus connu étant le Ramayana qui va devenir le Reamker (en).
L’économie, essentiellement agraire, tourne autour des temples qui, en plus d’être des centres de dévotions et de prières jouent un rôle vital dans les échanges commerciaux. La plupart des inscriptions de l’époque sont d’ailleurs consacrées à la gestion de ces complexes dans lesquels une frange importante de la population est impliquée à les entretenir et à les pourvoir en terre, en biens et en esclaves. Ces legs, pour des sites qui souvent abritaient également des esprits ancestraux bien avant l’hindouisation de la région, apportent à leurs donateurs des mérites qui leur assureront une réincarnation favorable, mais constituent également des biens marchands. Le riz ou les vêtements peuvent être vendus de la même manière que l’or ou l’argent. Les terrains peuvent être mis en gage dans les temples qui percevront les fruits de leurs récoltes à titre d’intérêts. Les plus grandes structures accumulent suffisamment de capitaux pour acheter de nouvelles parcelles, créant de puissantes corporations qui fonctionnent comme de véritables entreprises de gestion immobilières et de personnel. Ces pratiques ne sont pas sans inquiéter la royauté qui, préoccupée de voir émerger une puissance à même de contrarier la sienne, va soumettre la cession de terrains et la fusion de domaines à l’accord préalable du souverain. Les inscriptions sur les temples, outre la délimitation de leurs propriétés qui comprennent des rizières, des réservoirs, des routes et des forêts, énumèrent les fonctions des membres de leur personnel. Si la riziculture est la principale activité ainsi reportée, le tissage tient aussi une place importante et l’on trouve également des copistes, des relieurs de feuilles, des maréchaux-ferrants, des potiers, des vanniers, des meuniers, des cuisiniers ou des sauniers. Beaucoup de personnes sont utilisées pour construire et entretenir les temples voire à servir leur personnel sans n’en recevoir aucune compensation. De l’étude des inscriptions, Judith Jacob Jacobs a répertorié au Chenla pas moins de quatorze catégories de ces esclaves, suivant leurs origines et les tâches auxquelles ils sont dévolus. Ils peuvent être achetés, vendus ou donnés. Il peut s’agir de prisonniers de guerre ou de personnes cédées par leur famille pour rembourser une dette qui, dans ce deuxième cas, ne peuvent s’enfuir sans risquer de réactiver la créance.
La découverte de sculpture du Bouddha montre de surcroît que, bien que moins bien implantée que l’hindouisme, le bouddhisme tenait une place non négligeable. Les deux cultes semblent avoir coexisté de manière pacifique et les souverains n’ont pas l’air d’imposer leur croyance.
Le statut social est conditionné à la connaissance ou non du sanskrit, considéré comme la langue des dieux et dont la maîtrise décidera si la personne devra travailler aux champs pour le compte des temples ou pratiquer des métiers plus nobles tels que fonctionnaire ou serviteurs royaux. Cette prédominance du sanskrit sur le khmer ancien montre l’importance qu’ont acquis les apports de la civilisation indienne en Asie du Sud-Est. Charles Higham pense pour sa part que le succès de l’indianisation de la péninsule Indochinoise réside en partie sur une situation préalable marquée par une instabilité et une absence de structures religieuses et sociales pérennes. Mais si une hiérarchie existe, elle ne semble pas sexiste et les femmes ne sont pas considérées comme des citoyennes de seconde zone. Les recherches ont montré que beaucoup d’entre elles jouent un rôle central dans les rites et que d’autres ont rempli de hautes fonctions.
Sur le plan juridique, plusieurs inscriptions datant de Jayavarman Ier indiquent que « ceux qui lèvent des taxes, ceux qui saisissent des chariots, des bateaux, des esclaves, du bétail, des buffles, ceux qui contestent les ordres du roi seront punis ». Le même monarque réorganise également la haute fonction publique, créant plusieurs postes, dont celui de Hotar, à la tête du clergé, celui de Samantagajapadi, contrôlant l’armée et les éléphants royaux ou le Dhanyakarapati, chargé des greniers à grains. Le souverain dirige également le Sabha, conseil d’État, auquel participent les Pon et les Mratan qu’il a nommés. Plusieurs inscriptions ont été également retrouvées où Jayavarman Ier indique la quantité de sel à livrer par péniches aux différentes fondations et demandant aussi de ne pas taxer les navires marchands se livrant au commerce fluvial.

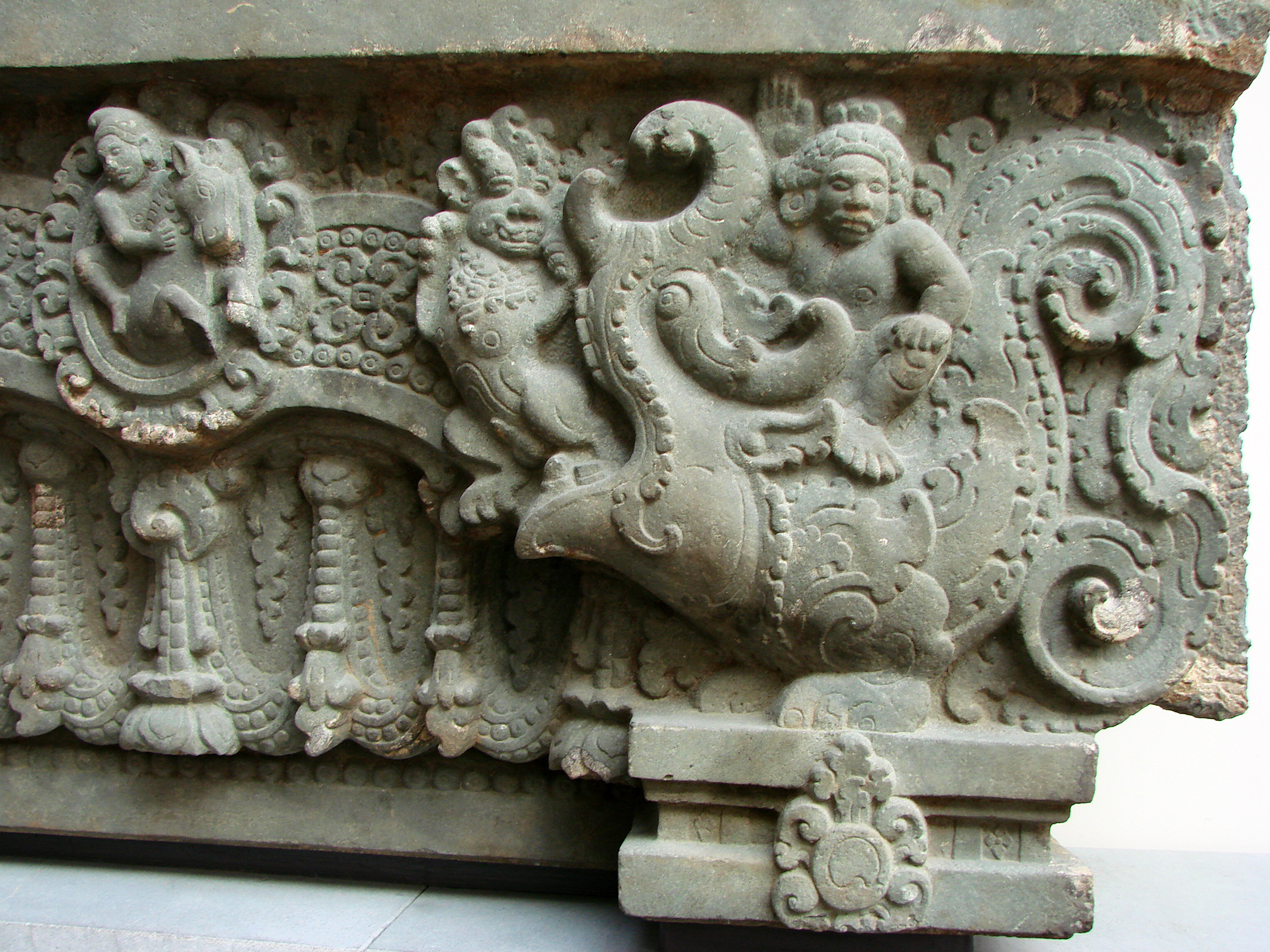
Bas-relief du VIIe siècle, provenant de Sambor Prei Kuk.

Sur le plan architectural, les seuls éléments qui ont tant bien que mal survécu à l’épreuve du temps sont les temples et les ouvrages hydrauliques. Ils témoignent néanmoins dès le VIIIe siècle d’un pouvoir suffisamment fort pour assigner d’importantes ressources autant matérielles qu’humaines et intellectuelles. Certains éléments retrouvés montrent de surcroît des liens étroits avec le Champā.
Mais la principale influence quant au style des temples reste l’empire Gupta qui règne sur le nord et le centre de l’Inde. Les complexes sont construits en briques ou en pierre avec en saillie une statue du dieu auquel ils sont consacrés. Le grès du Phnom Kulen est utilisé pour les principales constructions et est réputés pour sa dureté qui nécessite l’utilisation d’une main d’œuvre abondante. Des sépultures en briques dont le style s’apparente à ceux dédiés aux brahmanes en Inde ont également été retrouvées.
Le VIIIe siècle, outre la séparation hypothétique entre le Chenla de terre et celui d’eau reportée par le nouveau Livre des Tang, voit plusieurs tendances s’affirmer. Tout d’abord, la multiplication des fondations sur tout le territoire semble attester d’une certaine prospérité. De plus, la période correspond à l’édification de plusieurs édifices majeurs à Angkor, tels Ak Yum ou la première version du Phimeanakas, précurseurs des temples-montagnes de la période angkorienne. D’autre part, l’essor d’ateliers artistiques dans plusieurs régions témoigne de l’émergence d’élites locales, notamment à Sambor Prei Kuk ou Sambhupura. Enfin, l’époque voit également des échanges culturels importants avec l’archipel indonésien dont certains monuments tels le Phnom Kulen reprennent plusieurs éléments architecturaux.
Un linteau retrouvé au Wat En Khna et montrant un monarque sur son trône entouré de sa suite donne un aperçu de la vie de cour. Les façades des temples incluent également de manière régulière des représentations de palais. Ceux-ci sont agrémentés de riches ornements en bois qui ont malheureusement disparus depuis. Une meilleure idée du faste est donnée par un témoignage chinois du début du VIIIe siècle, très certainement en provenance d’Içanapura. Le roi donne audience tous les trois jours dans une salle avec un trône décoré de colonnes incrustées de bois richement ouvragé. Il est protégé en permanence par une armée de gardes et porte une couronne en or parsemée de pierres précieuses. Au début des chaque session, les fonctionnaires et les requérants doivent toucher le sol de leur tête devant l’estrade sur laquelle repose le trône. À la fin de l’audience, les membres de la cour se prosternent à leur tour.

### Auteurs cités
1. 1 2 3  Michael Vickery (1931-2017): historien américain spécialiste de l'Asie du Sud-Est
2. ↑  Peter Harris: sino-linguiste, membre du centre d'étude stratégique de Wellington (Nouvelle-Zélande)
3. 1 2  Claude Jacques: archéologue et épigraphiste français, membre de l'école française d'Extrême-Orient et spécialiste des périodes préangkorienne et angkorienne
4. ↑  Paul Lévy (1909-1998) : ethnologue français, directeur de l'école française d'Extrême-Orient de 1947 à 1950 et spécialiste du Laos et du Viêt Nam
5. ↑  George Cœdès (1886 - 1969): épigraphiste et archéologue français
6. ↑  Pierre Dupont (1908-1955) : archéologue français, conservateur des monuments du Cambodge, spécialisé de l’histoire de l'art et de la philologie de la péninsule indochinoise.
7. ↑  Judith Jacob Jacobs: maître de conférence à la School of Oriental and African Studies de l'université de Londres, spécialiste du Cambodge.
8. ↑  Himanshu Prabha Ray : historienne et archéologue indienne spécialisée dans les religions du sud et du sud-est de l’Asie.
9. ↑  Charles Higham (en): archéologue britannique spécialiste de la civilisation angkorienne.

### Inscriptions citées
Sauf indication contraire, les sources concernant les inscriptions proviennent de celles de leurs citations.
| Inscription | Date                        | Localisation                                 |
| ----------- | --------------------------- | -------------------------------------------- |
| K21         | 23 mars 655                 | Près de Takeo                                |
| K44         | 674                         | Près de Kampot                               |
| K53         | 667                         | Ba Phnom                                     |
| K79         | 5 janvier 644               | Près de Takeo                                |
| K95         | 889                         | Phnom Prah Bat                               |
| K103        | 20 avril 770                | Prah That Prah Srei, au sud de Kompong Cham  |
| K121        | 716                         | Prah That Kwan Pi, province de Kratie        |
| K124        | 803 ou 804                  | Vat Tasar Moroy à Sambor, Province de Kratie |
| K134        | 781                         | Lobok Srot, à côté de Kratie                 |
| K151        | 13 avril 598                | Robaṅ Romãs, à Sambor Prei Kuk               |
| K235        | 8 février 1053              | Prasat Sdok Kok Thom                         |
| K286        | 948                         | Baksei Chamkrong                             |
| K365        | Seconde moitié du Ve siècle | Văt Luong Kău, près de Vat Phou              |
| K447        | 14 juin 657                 | Baset, province de Battambang                |
| K493        | 14 juin 657                 | Tuol Kok Prah, province de Prey Veng         |
| K506        | 7 mai 637                   | Khău Nôy, Province de Prachinburi            |
| K528        | 952                         | Mebon oriental                               |
| K561        | 681 ou 682                  |                                              |
| K604        | 13 septembre 627            | Içanapura                                    |
| K713        | 877                         | Preah Kô                                     |
| K806        | fin du Xe siècle            | Prè Rup                                      |
| K809        | 887                         | Prasat Kandal Dom                            |
| K904        | 5 avril 713                 | Baray occidental                             |
| K958        | 947                         |                                              |
| K978        |                             | Sri Thep, en Thaïlande                       |